# Comuna de Czudec
Czudec (polaco: Gmina Czudec) é uma gminy (comuna) na Polónia, na voivodia de Subcarpácia e no condado de Strzyżowski. A sede do condado é a cidade de Czudec.
De acordo com os censos de 2004, a comuna tem 11 569 habitantes, com uma densidade 136,2 hab/km².

## Área
Estende-se por uma área de 84,96 km², incluindo:
- área agricola: 67%
- área florestal: 23%

## Demografia
Dados de 30 de Junho 2004:
|                      | Total   | Total | Mulheres | Mulheres | Homens  | Homens |
| -------------------- | ------- | ----- | -------- | -------- | ------- | ------ |
|                      | pessoas | %     | pessoas  | %        | pessoas | %      |
| População            | 11 569  | 100   | 5813     | 50,2     | 5756    | 49,8   |
| Densidade (pop./km²) | 136,2   | 100   | 68,4     | 68,4     | 67,7    | 67,7   |

De acordo com dados de 2002, o rendimento médio per capita ascendia a 1306,8 zł.

## Subdivisões
- Czudec, Babica, Nowa Wieś, Przedmieście Czudeckie, Pstrągowa, Wyżne, Zaborów.

## Comunas vizinhas
- Boguchwała, Iwierzyce, Lubenia, Niebylec, Strzyżów, Wielopole Skrzyńskie